# Michel Ansermet
Pour les articles homonymes, voir Ansermet.
Michel Ansermet, né le 20 février 1965, est un pistolier suisse notamment médaillé d'argent aux Jeux olympiques d'été de 2000.

## Biographie
Michel Ansermet participe à plusieurs épreuves de coupe du monde et est notamment deuxième à Barcelone en Espagne en 1994 et à Hiroshima au Japon en 1995. Il participe également aux Jeux olympiques d'été de 1996 à Atlanta aux États-Unis, où il est 12e. Aux Jeux olympiques d'été de 2000 à Sydney en Australie, il est médaillé d'argent grâce à un score de 686,1 points. Michel Ansermet est ensuite entraîneur-chef du tir au pistolet et chef du sport d'élite à la fédération suisse de tir de 2001 à 2009. Directeur du vivarium de Lausanne de 2010 à 2015, il dirige Aquatis depuis 2020.